# Хремонид
Хремонид (греч. Χρεμονίδης), сын Этеокла — политический деятель Афин, друг философа Зенона Китийского, основателя стоической школы.
По имени Хремонида была названа Хремонидова война (268 до н. э.—263 до н. э.), в которой афиняне в союзе с птолемеевским Египтом, некоторыми полисами Пелопоннеса и Эпиром воевали против Македонии во главе с Антигоном Гонатом. После победы Македонии Хремонид бежал в Египет и позже (242 год до н. э.), получив под командование флот в Египте, был побеждён родосцами в морском сражении при Эфесе.